# شجاع الدوله
شجاع الدوله (انگلیسی: Shuja-ud-Daula; ۱۹ ژانویهٔ ۱۷۳۲ – ۲۶ ژانویهٔ ۱۷۷۵) فرد نظامی بود که در نبرد سوم پانی‌پت که در سال ۱۷۶۱ صورت گرفت و جنگی میان احمد شاه درانی و ارتش امپراتوری مراتهه‌های هند در شهر پانی‌پت بود و به پیروزی احمد شاه درانی انجامید، شاه افغان از سوی دو گروه هندیِ روهیلا و افغان‌های منطقه دوآب و شجاع‌الدوله حمایت می‌شد. نظر به متون تاریخی در این جنگ ده‌ها هزار نفر کشته شدند و یکی از بزرگ‌ترین و پرماجراترین جنگ‌های قرن هجدهم در تاریخ هند و افغانستان به‌شمار می‌رود.